# Murray Bridge
Murray Bridge è una città dell'Australia Meridionale (Australia); essa si trova 75 chilometri a sud-est di Adelaide ed è la sede della Città rurale di Murray Bridge. Al censimento del 2006 contava 14.048 abitanti.